# (57868) Pupin
(57868) Pupin es un asteroide perteneciente al cinturón de asteroides, descubierto el 17 de diciembre de 2001 por el programa Near Earth Asteroid Tracking desde el Observatorio de Palomar, en Estados Unidos.

## Designación y nombre
Pupin se designó inicialmente como 2001 YD.
Más adelante fue nombrado en honor al físico serbio nacionalizado estadounidense Michael Pupin (1858-1935).

## Características orbitales
Pupin orbita a una distancia media del Sol de 2,3812 ua, pudiendo acercarse hasta 1,7752 ua y alejarse hasta 2,9873 ua. Tiene una excentricidad de 0,2545 y una inclinación orbital de 4,2274° grados. Emplea en completar una órbita alrededor del Sol 1342 días.

## Características físicas
Su magnitud absoluta es 15,3. Tiene 5,725 km de diámetro. Su albedo se estima en 0,045. El valor de su periodo de rotación es de 108,10 h.